# Ana Sofía de Prusia
Ana Sofía de Prusia (Königsberg, 11 de junio de 1527 - Lübz, 6 de febrero de 1591) fue una noble alemana. Era duquesa de  Prusia por nacimiento y duquesa de Mecklemburgo por matrimonio.

## Vida
Ana Sofía era la mayor y única hija sobreviviente del primer matrimonio del duque Alberto I de Prusia (1490-1568) y Dorotea de Dinamarca (1504-1547), hija del rey Federico I de Dinamarca. De su madre recibió una extensa educación en la naturopatía y ginecología. Ya en 1546, el Estado de Prusia aceptó el llamado "impuesto de la dote" para proporcionar la dote de 30.000 florines que recibiría cuando se casara.
Contrajo matrimonio el 24 de febrero de 1555 en Wismar con el duque Juan Alberto I de Mecklemburgo (1525-76). Como regalo de boda, su padre medió en una disputa entre su marido y su hermano Ulrico de Mecklemburgo. Con motivo de su matrimonio, el duque Juan Alberto hizo restaurar el palacio Fürstenhof de Wismar en un estilo renacentista. Después de la boda, Juan Alberto y su esposa se mudaron a este palacio.
Juan Alberto I y Ana Sofía tuvieron tres hijos; de ella se dice que fue una madre cariñosa. Juan Alberto I siguió siendo un fiel aliado de su suegro en el Sacro Imperio Romano Germánico, así como en Livonia. Antes de que el duque Alberto tuviera hijos sobrevivientes que lo sucedieran, intentó varias veces, sin éxito, que Juan Alberto I fuera su heredero y sucesor en el ducado de Prusia. 
Después de que Juan Alberto I muriese en 1576, Ana Sofía se retiró a Wittum en Lübz, donde falleció en 1591. Fue enterrada en la catedral de Schwerin.

## Hijos
Ana Sofía y su esposo tuvieron tres hijos:
- Alberto (1556-1561), duque titular de Mecklemburgo
- Juan VII de Mecklemburgo (1558-1592), duque de Mecklemburgo-Schwerin 1576 a 1592, se casó en 1588 con la duquesa Sofía de Holstein-Gottorp (1569-1634)
- Segismundo Augusto de Mecklemburgo, (1560-1600), duque titular de Mecklemburgo, se casó en 1593 con la duquesa María Clara de Pomerania-Barth (1574-1623)